# Sendemast Kosztowy
Koordinaten: 50° 11′ 17″ N, 19° 7′ 1″ O

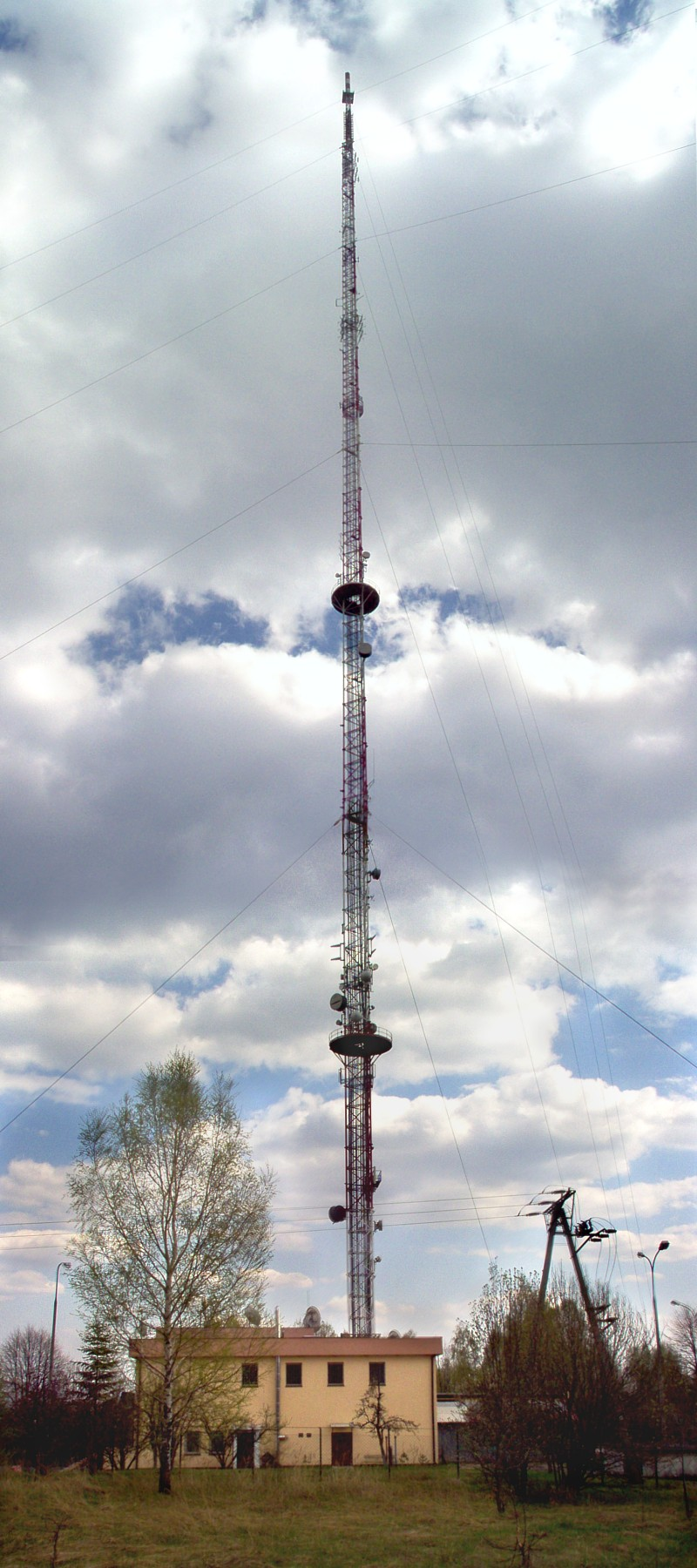
Der Sendemast

Der Sendemast Kosztowy (RTCN Katowice / Kosztowy) ist ein 355 Meter hoher Sendemast in der polnischen Woiwodschaft Schlesien. Er dient zur Verbreitung von UKW- und Fernsehprogrammen. Der 1976 errichtete seilverspannte Stahlfachwerkmast ist nach dem Stadtteil Kosztowy in Mysłowice benannt.

## Programme

### Fernsehprogramme
| Programm     | Frequenz   | Kanal | Sendeleistung |
| ------------ | ---------- | ----- | ------------- |
| TVP1         | 191,25 MHz | 8     | 200 kW        |
| TVP2         | 471,25 MHz | 21    | 450 kW        |
| TVP Katowice | 783,25 MHz | 60    | 100 kW        |
| TVN          | 559,25 MHz | 32    | 30 kW         |
| Polsat       | 679,25 MHz | 47    | 100 kW        |

### Radiosender
| Programm                    | Frequenz   | Sendeleistung |
| --------------------------- | ---------- | ------------- |
| Radio Złote Przeboje        | 91,20 MHz  | 2 kW          |
| Roxy FM Katowice            | 94,50 MHz  | 0,50 kW       |
| Radio WAWA                  | 95,50 MHz  | 1 kW          |
| RMF FM (Radio Muzyka Fakty) | 93,00 MHz  | 60 kW         |
| Radio Maryja                | 103,70 MHz | 3 kW          |
| TOK FM                      | 97,40 MHz  | 0,2 kW        |
| Polskie Radio 1             | 97,90 MHz  | 60 kW         |
| Radio ESKA Śląsk/Zagłębie   | 99,10 MHz  | 0,30 kW       |
| Polskie Radio Program III   | 99,70 MHz  | 60 kW         |
| Polskie Radio Katowice      | 102,20 MHz | 60 kW         |
| Polskie Radio Program II    | 105,60 MHz | 60 kW         |
| Radio eM                    | 107,60 MHz | 60 kW         |

## Trivia
Dieser Sendemast ist nach dem Einsturz des Sendemasts Radio Warschau in Konstantynów das zweithöchste Bauwerk in Polen. Entgegen dem Namen steht der Sendemast nicht im Stadtteil Kosztowy, sondern im Stadtteil Wesoła an der ul. Orła Białego 34, 41-400 Mysłowice.